# Ла-Аг (кантон)
Ла-Аг (фр. La Hague) — кантон во Франции, находится в регионе Нормандия, департамент Манш. Входит в состав округа Шербур. 

## История
Кантон был образован в результате реформы 2015 года . В него были включены девятнадцать коммун упраздненного кантона Бомон-Аг и коммуна Керкевиль.
В 2016-2017 годах состав кантона существенно изменился: с 1 января 2016 года девятнадцать коммун бывшего кантона Бомон-Аг объединились в одну новую коммуну Ла-Аг, а с 1 января 2017 года коммуна Керкевиль стала частью новой коммуны Шербур-ан-Котантен.

## Состав кантона с 1 января 2017 года
В состав кантона входят коммуны (население по данным Национального института статистики за 2018 г.):
- Ла-Аг (11 387 чел.)
- Шербур-ан-Котантен (5 097 чел., ассоциированная коммуна Керкевиль)

## Политика
На президентских выборах 2022 г. жители кантона отдали в 1-м туре Эмманюэлю Макрону 29,0 % голосов против 22,9 % у Марин Ле Пен и 20,8 % у Жана-Люка Меланшона; во 2-м туре в кантоне победил Макрон, получивший 60,0 % голосов. (2017 год. 1 тур: Эмманюэль Макрон – 26,4 %, Жан-Люк Меланшон – 21,1 %, Марин Ле Пен – 20,0 %, Франсуа Фийон – 14,4 %; 2 тур: Макрон – 68,3 %. 2012 год. 1 тур: Николя Саркози — 32,4 %, Франсуа Олланд — 22,6 %, Марин Ле Пен — 15,7 %; 2 тур: Олланд — 58,0 %).
С 2021 года кантон в Совете департамента Манш представляют бывший вице-мэр ассоциированной коммуны Керкевиль Натали Мадек (Nathalie Madec) и член совета коммуны Ла-Аг Жан-Марк Фригу (Jean-Marc Frigout) (оба ― Разные левые).
|                | Кандидаты                        | Партия                   | Первый тур | Первый тур     | Второй тур | Второй тур |
| Кол-во голосов | Кандидаты                        | Партия                   | % голосов  | Кол-во голосов | % голосов  |            |
| -------------- | -------------------------------- | ------------------------ | ---------- | -------------- | ---------- | ---------- |
|                | Натали Мадек Жан-Марк Фригу      | Разные левые             | 1 639      | 41,97          | 2 162      | 51,35      |
|                | Жан-Мишель Готье Ивлин Дрюэ      | Разные левые             | 1 750      | 44,81          | 2 048      | 48,65      |
|                | Жаки Ледормёр Кристина Лешеврель | Национальное объединение | 516        | 13,21          |            |            |

|                | Кандидаты                   | Партия                  | Первый тур | Первый тур     | Второй тур | Второй тур |
| Кол-во голосов | Кандидаты                   | Партия                  | % голосов  | Кол-во голосов | % голосов  |            |
| -------------- | --------------------------- | ----------------------- | ---------- | -------------- | ---------- | ---------- |
|                | Ивлин Дрюэ Жан-Поль Фортен  | Разные левые            | 1 829      | 28,47          | 3 406      | 58,34      |
|                | Мари Киршнер Жан-Мишель Маг | Разные правые           | 1 546      | 24,06          | 2 432      | 41,66      |
|                | Анаид Деле Жан-Жак Ноэль    | Национальный фронт      | 1 467      | 22,83          |            |            |
|                | Пьер Биэ Фабьен Море        | Социалистическая партия | 931        | 14,49          |            |            |
|                | Эрве Рене Натали Энкебек    | Левый фронт             | 652        | 10,15          |            |            |